# Bogdan Bogdanović

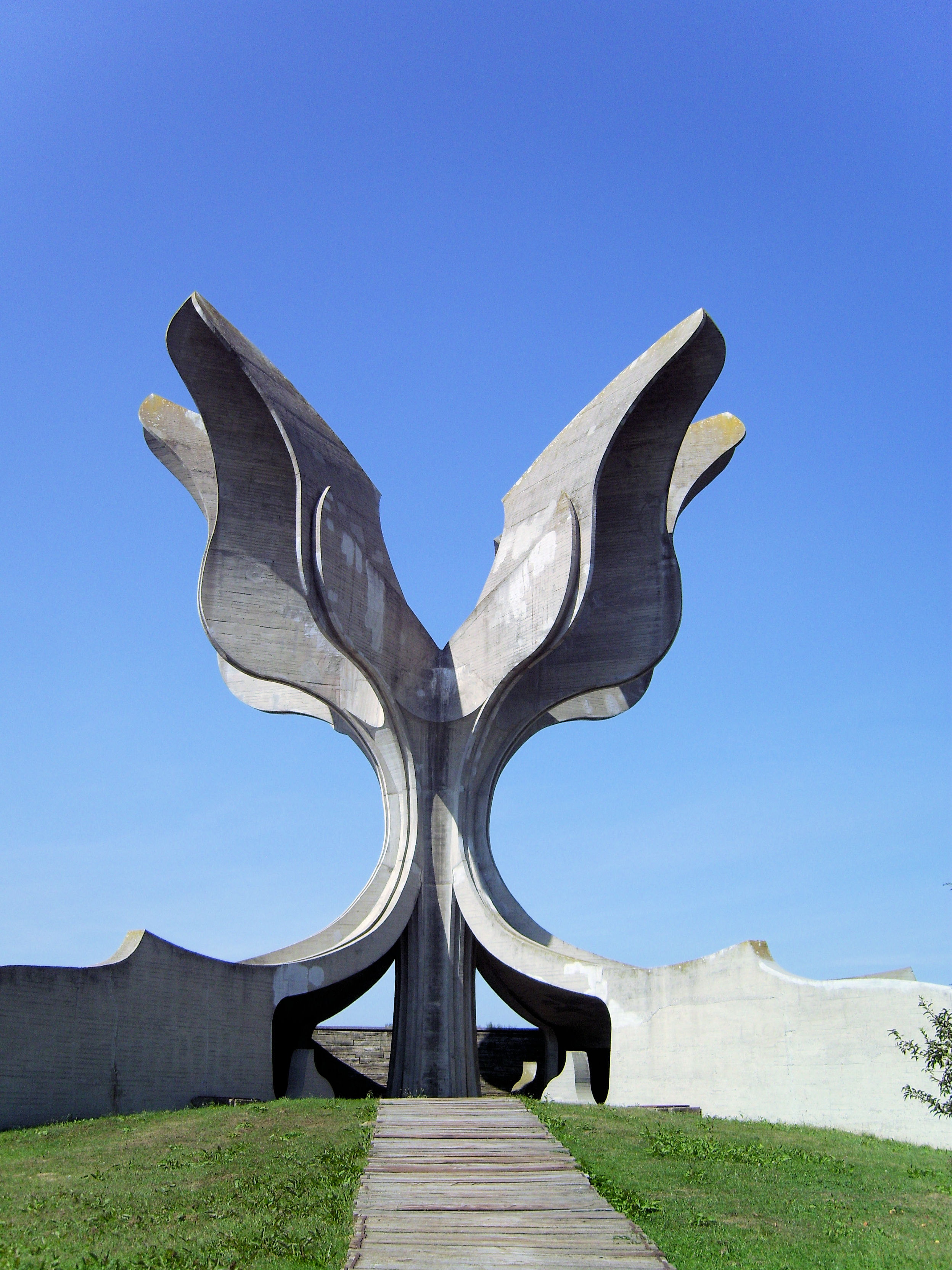
Monumento a Jasenovac (il "fiore di pietra"), Memoriale di Jasenovac, Croazia

Bogdan Bogdanović (Belgrado, 20 agosto 1922 – Vienna, 18 giugno 2010) è stato un architetto e politico serbo, sindaco di Belgrado dal 1982 al 1986.

## Biografia
Bogdanović nacque in una famiglia di intellettuali di sinistra serbo. Suo padre Milan Bogdanović era critico letterario, presidente dell'Unione degli Scrittori e direttore del Teatro Nazionale, ed è parente dell'omonimo cestista (suo connazionale) Bogdan Bogdanović. A partire dal 1940, Bogdan studiò architettura presso l'Università di Belgrado. Partecipò alla Seconda guerra mondiale ("un po'", nelle sue parole) come partigiano, diventò membro del partito comunista e fu gravemente ferito nella Bosnia orientale. Nonostante le ferite riportate, continuò la sua carriera accademica ottenendo la laurea (1950), diventando quindi assistente presso il dipartimento per l'urbanistica (dal 1953), poi docente (1960), professore straordinario e presidente dell'Unione jugoslava degli Architetti (1964), preside della facoltà di architettura e membro corrispondente dell'Accademia serba delle scienze e delle arti (1970), e infine professore (1973). Nel 1981 lasciò l'Accademia, e gli fu conferito lo status di membro emerito nel 1987.
Essendo appassionatamente di sinistra, Bogdanović si oppose al crescente nazionalismo tra i leader dello stato. Tuttavia, divenne sindaco di Belgrado nel 1982, su iniziativa di Ivan Stambolić, che era al tempo presidente della Lega dei Comunisti di Serbia. Rimase in carica per un solo mandato, fino al 1986. Durante questo periodo, organizzò un concorso internazionale per la ricostruzione completa di Nuova Belgrado. Tutti i progetti inviati al concorso sono poi scomparsi.
Dopo il suo mandato, Bogdanović fu nominato da Milošević membro del Comitato centrale della Lega dei Comunisti Jugoslavi. Bogdanović accettò, a condizione di non partecipare alle riunioni perché "aveva cose più importanti da fare". L'anno successivo inviò a Milošević una lettera anti-nazionalista di oltre 60 pagine, contenente un Stalino-dizionario, in cui faceva una satira del nazionalismo del destinatario, e il famoso lamento per la Serbia sul tema "La Serbia è stanca" (dei suoi leader). Il Comitato Centrale rispose, "Può inviare la lettera, in cui si criticano i lavori dell'ottava riunione e che non abbiamo ricevuto, al Comitato centrale se lo considera necessario". La lettera, in combinazione con altri osservazioni su Milošević, portò a tentativi di irruzione in casa di Bogdanović, minacce di linciaggio, e alla sua esclusione dal comitato centrale.  Queste aggressioni, però, non gli impedirono di rinnovare le sue dichiarazioni anti-nazionaliste, quando le guerre jugoslave ebbero inizio negli anni '90, suscitando nuovi attacchi violenti e una campagna dai media di Stato contro di lui.
Nel 1993 Bogdanović andò in esilio a Parigi con la moglie Ksenija. La cerchia degli emigrati jugoslavi a Parigi aveva forti tendenze nazionaliste, che portò la coppia a passare a Vienna su invito del suo amico Milo Dor.  Bogdanović morì all'ospedale di Vienna il 18 giugno 2010, a seguito di un attacco di cuore.

## Insegnamento
Il nostro motto era tanto semplice quanto era complicato: La bellezza e il significato di un segno architettonico può essere compreso e spiegato nel senso globale di una totalità ampliato ad una novità. Mi sembra che il punto di partenza saggio e nobile dei nostri bei e placidi giochi di un tempo, oggi, al di qua dell'odio e della crudeltà, difficilmente possa essere immaginato.
- Bogdanović in Der Verdammte Baumeister sulla "scuola del villaggio" 
Presso l'Università di Belgrado, Bogdanović ha tenuto il corso di lezioni "Lo sviluppo dell'edilizia sociale" (in seguito chiamato "Storia della città"), a partire dal 1962. In qualità di professore e decano ha cercato di riformare l'insegnamento dell'architettura e di introdurre la democrazia di base all'università, ma il partito lo ha costretto ad abdicare prima di riuscire a mettere i suoi piani in pratica.
Nel 1976 Bogdanović inizia ad insegnare in una scuola del villaggio abbandonato di Mali Popović, vicino a Belgrado, per realizzare un progetto alternativo, vale a dire la sua "scuola del villaggio per la filosofia di architettura". Il corso viene chiamato "Forme simboliche" in allusione a Ernst Cassirer, non aveva calendario fisso e includeva l'invenzione di nuovi sistemi di scrittura, l'interpretazione di testi inesistenti, così come metodi simili alla libera associazione e alla gematria. 14 anni più tardi, quando i seguaci di Milošević fecero irruzione nella scuola all'indomani della lettera di Bogdanović, gran parte del materiale raccolto - la documentazione delle lezioni, disegni, audio e videocassette, dispositivi ottici - venne distrutto

## Lavori
L'opera architettonica e letteraria di Bogdanović è caratterizzata da una grande varietà di ornamenti. È influenzato dal romanticismo e architettura vittoriana, il surrealismo, la metafisica, il simbolismo ebraico e la Kabbalah. Bogdanović si è opposto alle teorie architettoniche di Adolf Loos sviluppate nel saggio "Ornamento e delitto", e ha sostenuto la "dignità semantica del segno ornamentali".
Nel 1951 Bogdan Bogdanović vince un concorso per la progettazione di un monumento dedicato alle vittime ebree del fascismo, da costruire sul cimitero sefardita a Belgrado. Anche se non religioso egli stesso, tale contatto con l'esoterismo ebraico ha fortemente influenzato il suo ulteriore lavoro. Da allora fino al 1981 gli è assegnato da Josip Broz Tito di elaborare più di 20 monumenti e luoghi commemorativi contro il fascismo e il militarismo, che sono stati eretti in tutte le repubbliche della Jugoslavia. Per fungere da cenotafi per tutte le vittime del fascismo, senza distinzione di nazionalità e di religione, essi mancano di qualsiasi simbolo di comunismo o di altre ideologie. Invece, fanno affidamento su arcaiche forme mitologiche, nettamente contrastanti con i principi del realismo socialista. Tale contrasto coincideva anche con il desiderio di Tito di sottolineare l'indipendenza del suo paese dall'Unione Sovietica.
Tutti i monumenti sono costruiti in pietra, modellata da scalpellini locali inesperti che Bogdanović preferiva a quelli con istruzione formale, che erano inflessibili a suo parere. Una notevole eccezione, il monumento di Jasenovac, è composto da cemento armato precompresso, la cassaforma dell quale è stato costruito da maestri d'ascia. Un po' incongruamente, esso è noto come il Fiore di Pietra.
Esempi di questi monumenti sono: 
- Memoriale per le vittime ebree del fascismo, Belgrado, cimitero sefardita, 1952
- Tomba memoriale alle vittime del fascismo, Sremska Mitrovica, 1960
- Cenotafio di Gruppo ai caduti della resistenza, Prilep, 1961
- Necropoli simbolica, Slobodište (nei pressi di Kruševac), 1961
- Monumento ai Partigiani, Mostar, 1965[3]
- Monumento di Jasenovac, Jasenovac, 1966[4][5][6]
- Cimitero memoriale, Leskovac, 1971
- Monumento al massacro in Arapova Dolina, Leskovac, 1971
- Cenotafio di Gruppo, Bela Crkva (vicino Krupanj) 1971
- Memoriale ai caduti in tutte le guerre di liberazione, Knjaževac 1971
- Santuario della rivoluzione dedicato ai partigiani serbi e albanesi durante la guerra 1941-1945, Kosovska Mitrovica, 1973
- Tomba di guerra, Štip 1974
- Cenotafio di gruppo delle vittime, Novi Travnik, 1975
- Santuario per i combattenti per la libertà caduti, Vlasotince 1975
- Monumento alla Libertà, Berane, 1977
- Parco memoriale di Dudik, Vukovar 1980
- Zona Memoriale con mausoleo per i combattenti, Čačak 1980
- Parco memoriale di Garavice e cenotafio dedicato alle 12.000 vittime civili del nazismo, Bihać, 1981
- Mausoleo dedicato al primo morto nei moti antifascisti, Popina (nei pressi di Banja Vrnjačka), 1981
- Guardiano della Libertà, Klis (vicino a Spalato), 1987 (demolita nel 1996)

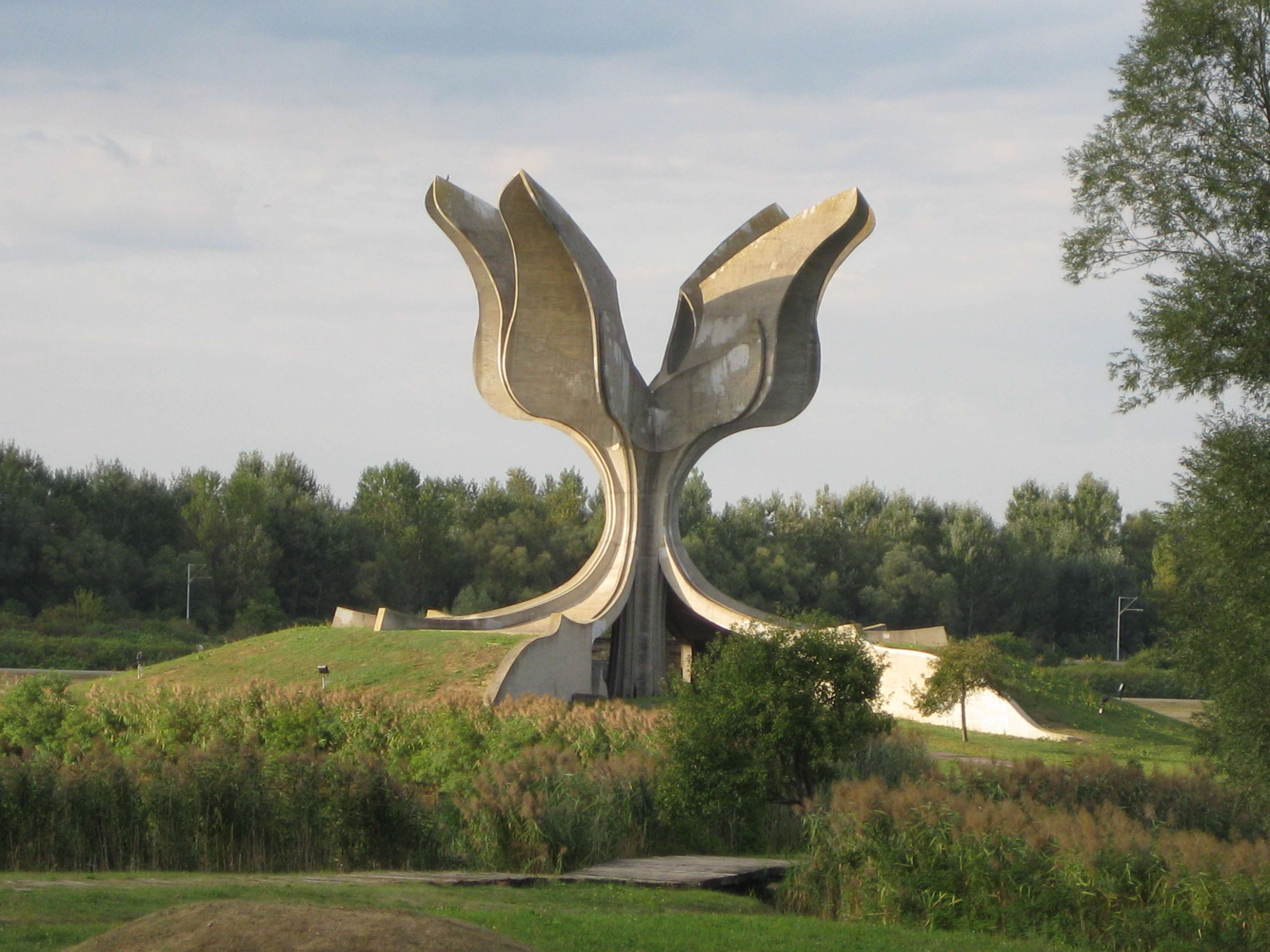
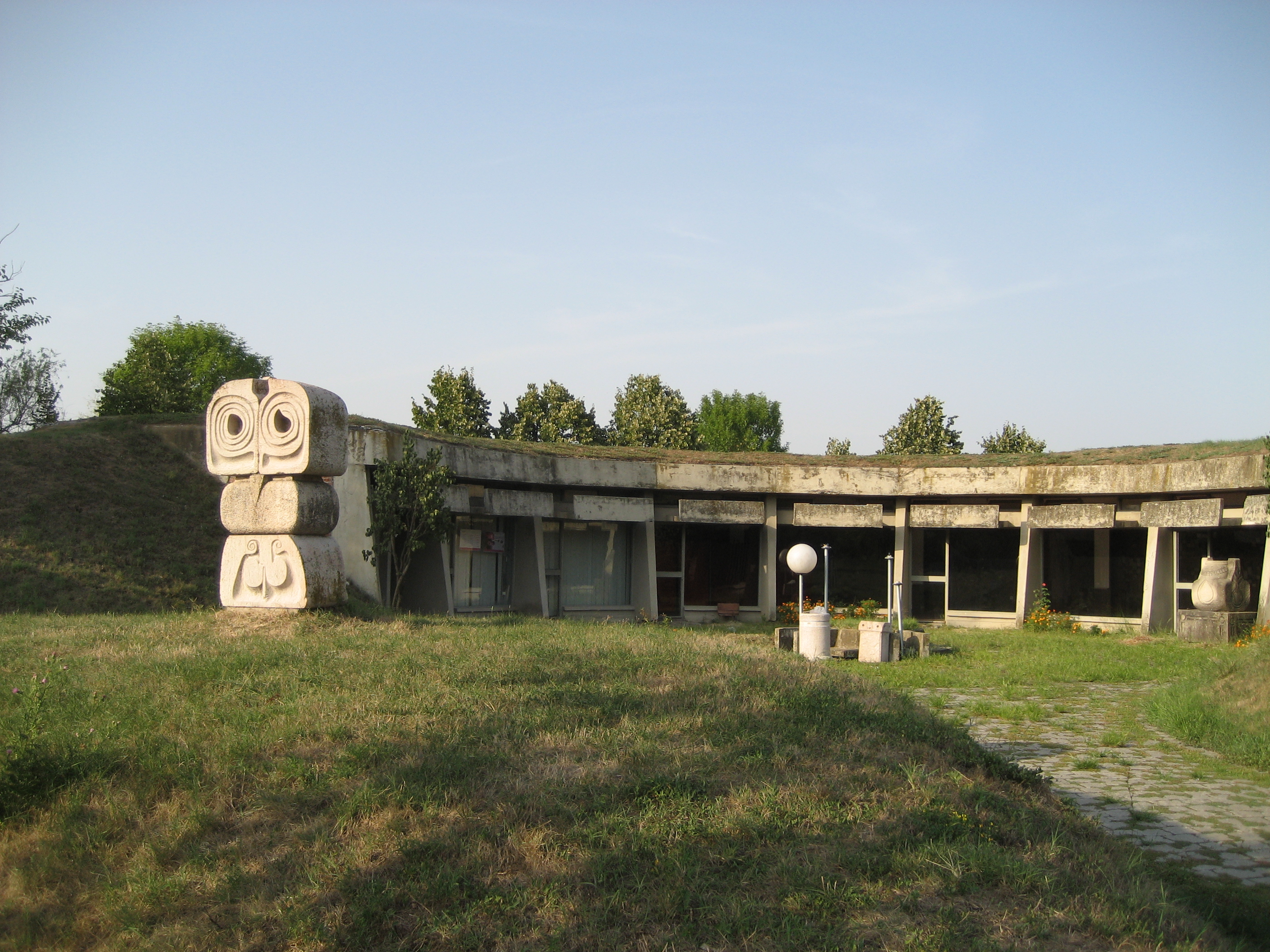
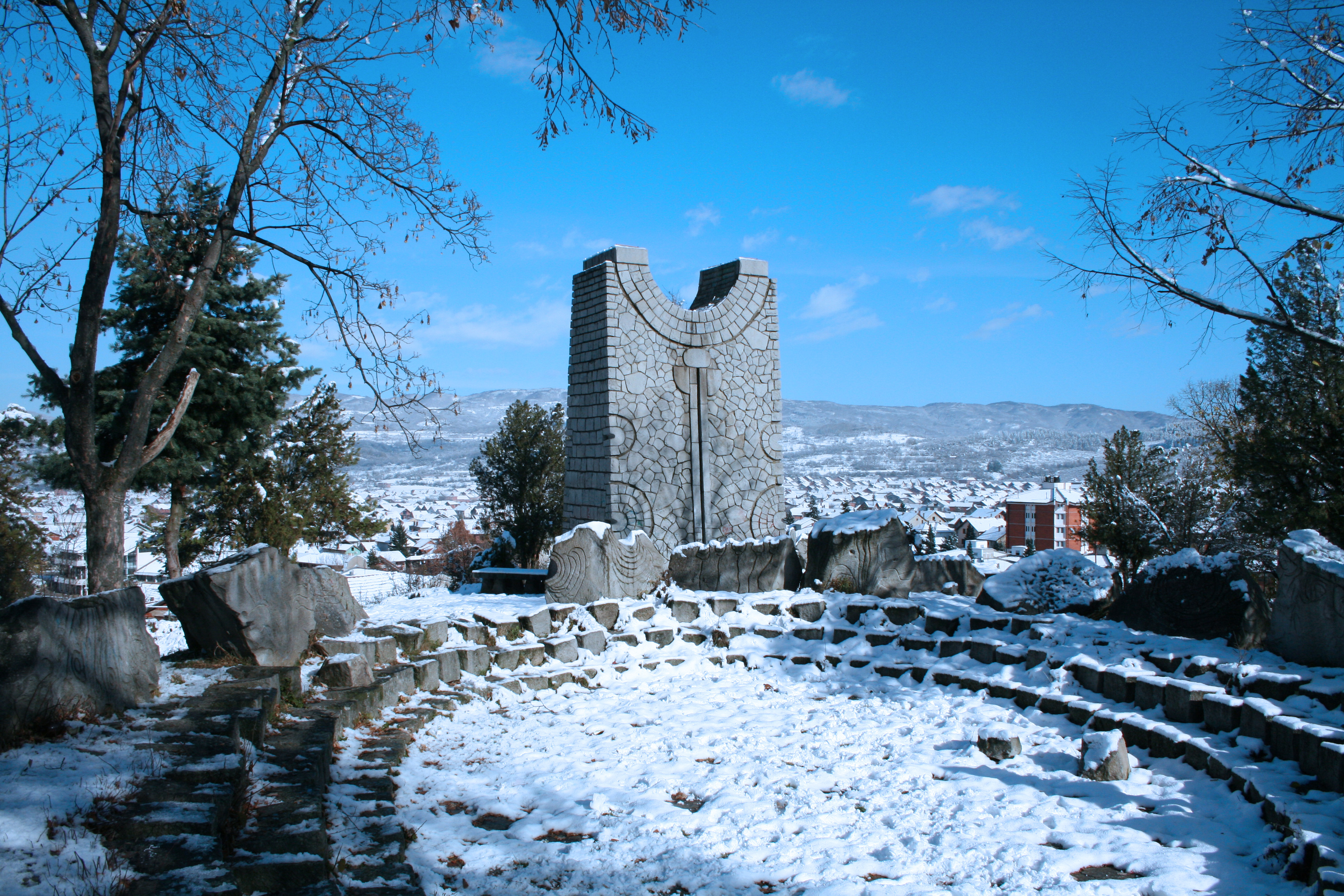
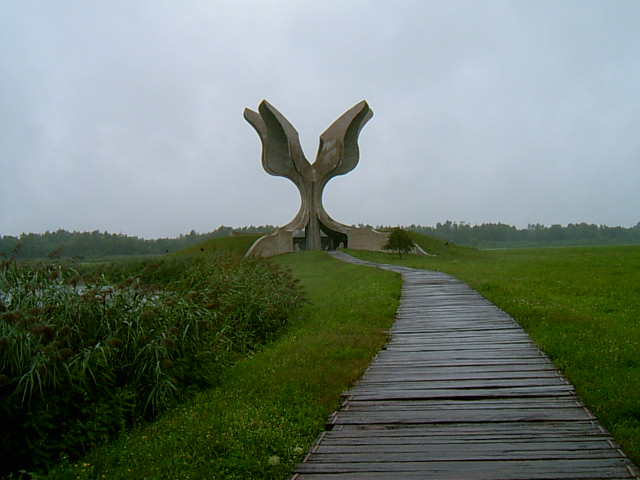
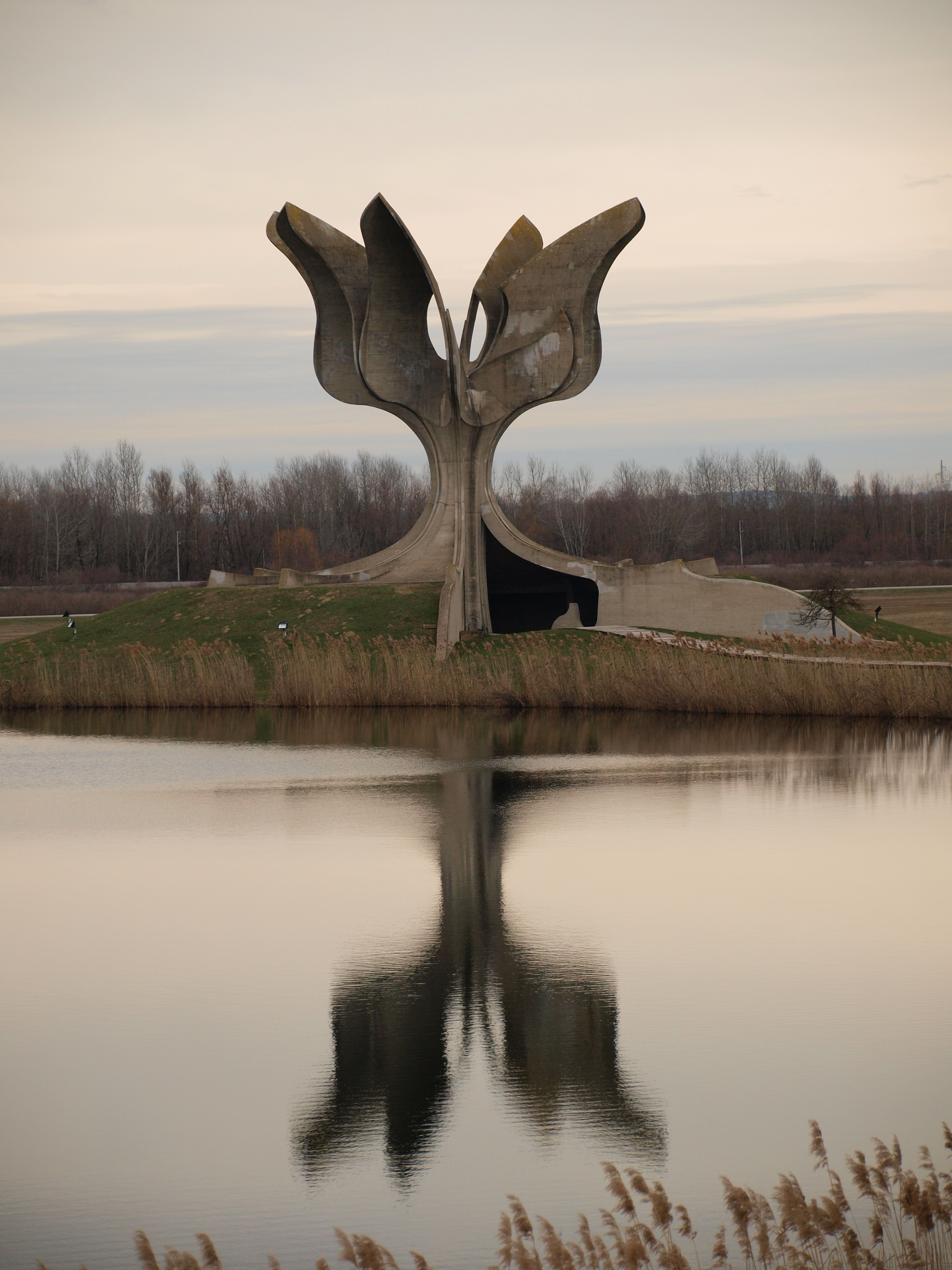
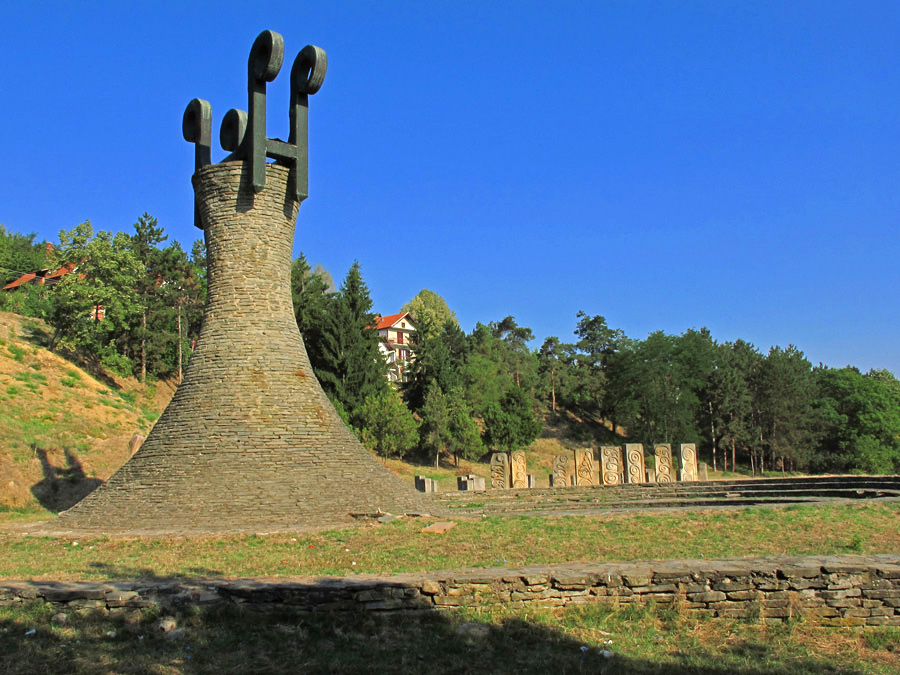
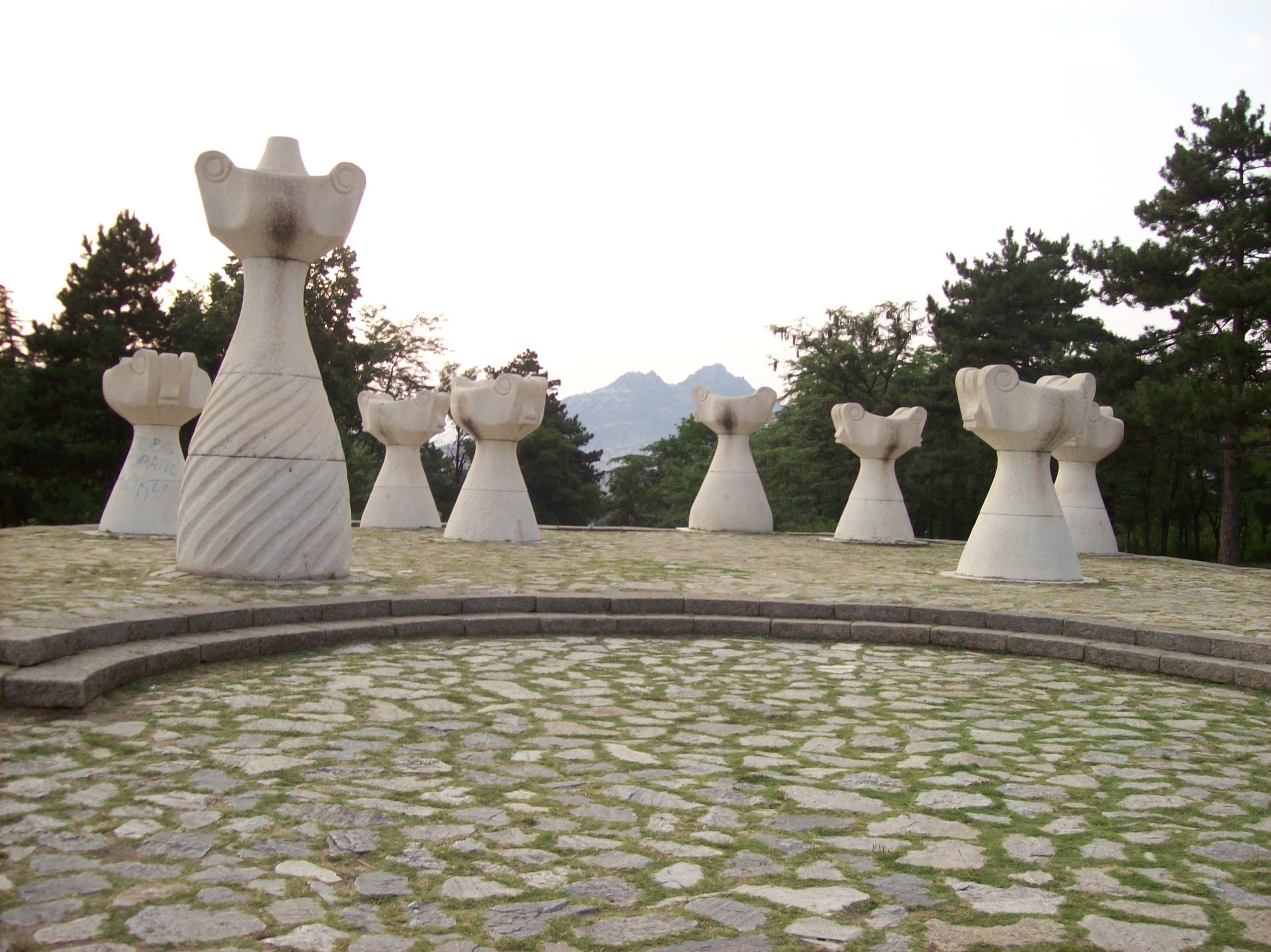
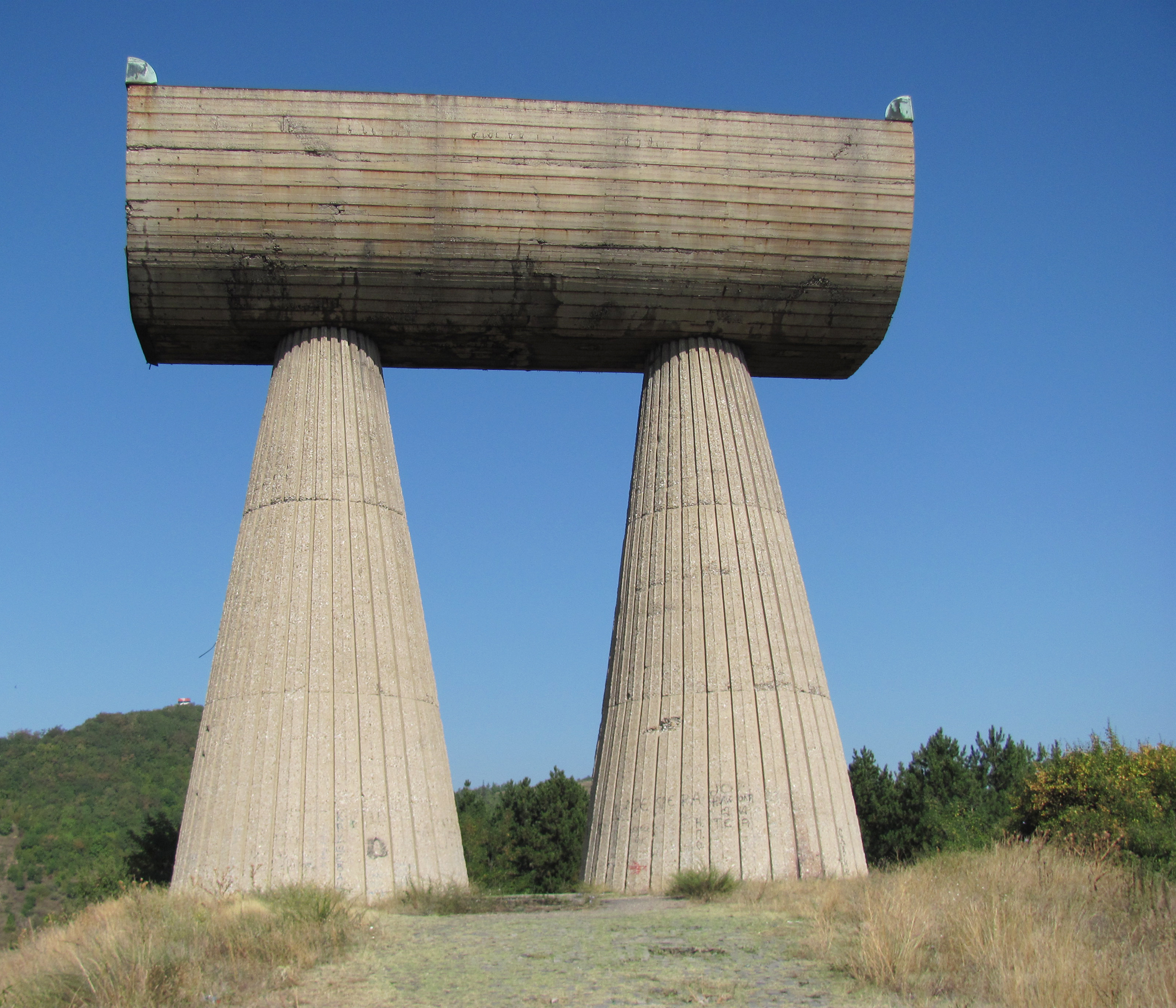
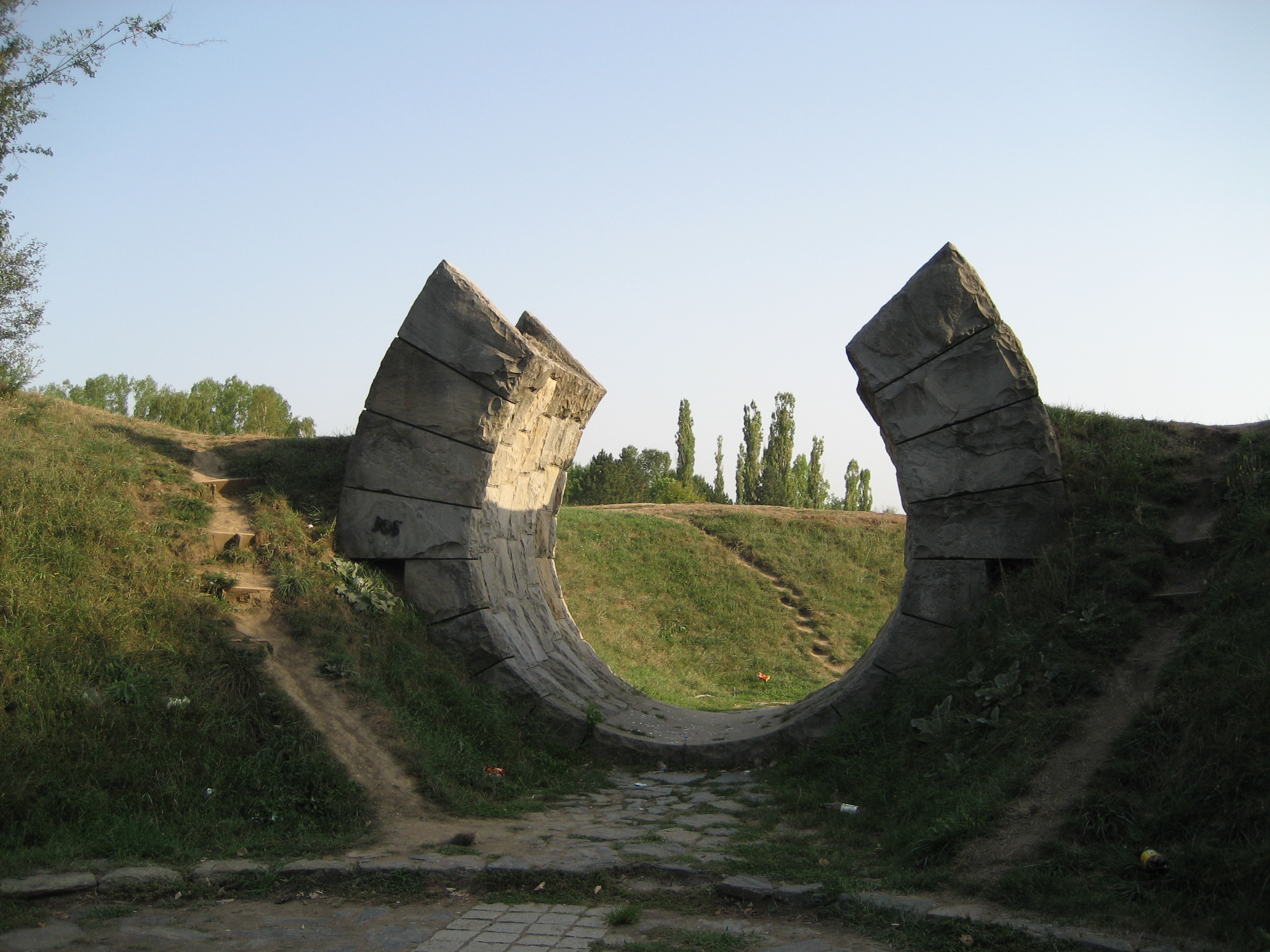

L'urbanità è una delle più alte astrazioni dello spirito umano. Per me, essere un uomo urbano significa essere né serbo, né croato, e invece comportarsi come se queste distinzioni non contino più, come se si fossero fermate alle porte della città. - Bogdan Bogdanović 
Bogdanović ha rifiutato di partecipare alla progettazione di complessi residenziali socialisti, che considerava "bare di cemento" e avevano "solo due tipi di finestre" Di conseguenza, egli costruì un solo insediamento: un complesso residenziale per l'istituto idrotecnica "Jaroslav Cerni", ai piedi del monte Avala vicino a Belgrado, terminato nel 1953. Le case sono per lo più costruite in pietra; e con le loro finestre surreali, con pesanti cornici vecchio stile e camini di grandi dimensioni, si distinguono volutamente dallo stile internazionale che ha dominato la Jugoslavia socialista del dopoguerra.
Altri insediamenti di Bogdanović sono stati pianificati in modo molto dettagliato, ma mai realmente destinati ad essere costruita. Tra questi vi è una città nel nord del Montenegro, progettato per i clienti locali, e una mitologica "città sul fondo del lago (Biograd) che Bogdanović progettato per il proprio piacere.
Altre opere di architettura di Bogdanović includono la ricostruzione della villa della Regina Natalija (Smederevo, 1961), l'altare ad Adonis (Albona, 1974) e la Tomba di Dušan Petrović-Sane (Aranđelovac, 1980).
Ricevette numerose onorificenze nazionali ed internazionali, fra le altre:
- dal 1960 all'ottobre 1966 premio della città di Belgrado;
- 1964 premio della federazione degli architetti;
- 1973 nomina onorevole della Biennale di San Paolo;
- 1976 premio "7.Juli"; riconoscimento dalla federazione degli architetti serbi;
- 1997 premio Herder.

Lavorò accanto ad Alexey Brkić per come "apripista" dell'architettura moderna serba. Bogdanović come principale ideatore del primo significativo ornamento architettonico del dopoguerra serbo, tornò nuovamente ad uno sterile e rigoroso funzionalismo e ha tentato d'ottenere una sintesi fra architettura moderna e classica. I suoi edifici sono inseriti nei rispettivi ambienti fisici e culturali. Bogdanović riprende la tradizione del monumento architettonico di Momir Korunović.

## Pubblicazioni
Bogdanović è autore di numerose pubblicazioni sull'architettura della città a sui suoi aspetti simbolici, suoi anche numerosi articoli su svariati giornali europei.
Libri e saggi in lingua serbocroata includono:
- Mali urbanizam [Little urbanism], Belgrade/Zagreb, Narodna Prosvjeta, 1958.
- Urbanističke mitologeme [Urbanistic mythologemes], Belgrade, Vuk Karadžić, 1966, LCCN 68109766.
- Urbs & logos: ogledi iz simbologije grada [Urbs and logos: essays on the symbolism of town], Niš, Gradina, 1976, LCCN 77457636.
- Gradoslovar [Dictionary of town terminology], Belgrade, Vuk Karadžić, 1982, LCCN 83111414.
- Povratak grifona: crtačka heuristička igra po modelu Luisa Karola [The return of the griffon: a drawing heuristic game modeled on Lewis Carroll], Belgrade, Jugoart, 1983, LCCN 8686233117.
- Zaludna mistrija: doktrina i praktika bratstva zlatnih (crnih) brojeva [The Futile Trowel: Doctrine and practice of the Brotherhood of golden (black) numbers], Bjelovar, NIŠRO "Prosvjeta", 1984.
- Krug na četiri ćoška [The circle on four angles], Belgrade, Nolit, 1986, ISBN 86-19-00406-9.
- Mrtvouzice: mentalne zamke staljinizma [Dead ends: mental traps of Stalinism], Zagreb, August Cesarec, 1988, ISBN 86-393-0108-5.
- Knjiga kapitela [The book of the capital], Sarajevo, Svjetlost, 1990, ISBN 86-01-01887-4.
- Grad kenotaf [Town cenotaph], Zagreb, Durieux, 1993, LCCN 93227406.
- Glib i krv [Mud and blood], Belgrade, Helsinki Committee for Human Rights in Serbia, 2001, ISBN 86-7208-049-1.
- Grad i budućnost [Town and the future], Zagreb, Nakl. Mlinarec-Plavić, 2001, ISBN 953-6765-00-4.

Sei libri di Bogdanović sono stati tradotti e pubblicati in lingua tedesca dagli editori Zsolnay e Wieser:
- Die Stadt und der Tod, Wieser Verlag, Klagenfurt - Salzbourg 1993, ISBN 978-3-85129-090-5
- Der verdammte Baumeister: Erinnerungen [The doomed architect. Recollections], Zsolnay Verlag, Vienne 1997/2002, ISBN 978-3-552-04846-1 (a collection of essays translated into German by Milo Dor)[9]
- Die Stadt und die Zukunft, Wieser Verlag, Klagenfurt - Salzbourg 1997, ISBN 978-3-85129-201-5
- Vom Glück in den Städten, Zsolnay Verlag, Vienne 2002, ISBN 978-3-552-05178-2
- Die grüne Schachtel: Buch der Träume, Zsolnay Verlag, Vienne 2007, ISBN 978-3-552-05394-6

Disponibile in lingua inglese è il seguente saggio:
- Town and town mythology, Housing and planning conference papers, vol. 5, The Hague, International Federation for Housing and Planning, 1971, LCCN 77374894.